# Бадахшанское ханство
Бадахшанское ханство (перс. هانیگاریا بدخشان‎) — узбекское государство, существовавшее в Южном Туркестане в XVII—XIX веках, которое затем было присоединено к Эмирату Афганистан. Первым правителем был Ярбек-хан, последним Джахандар-шах из узбекской династии Яридов.

## История
В XV веке Бадахшан находился в составе Империи Тимуридов. В XVI веке на эту территорию начали претендовать представители узбекской династии Шейбанидов. Дальнейшая борьба Шейбанидов с потомками Тимура проходила здесь с переменным успехом. Бадахшан окончательно был отвоёван от последних Абдулла-ханом II (1583—1598).

### Бадахшан под властью узбекских правителей
В 1584 году Абдаллах-хан II смог завладеть лишь западной частью Бадахшана. Вновь приобретённая территория была включена в удел Абдалмумин-султана. Однако восточная часть Бадахшана по-прежнему принадлежала Сулайман-шаху и его потомкам.
XVII веке крупный Бадахшанский вилайет входил в состав Балхского ханства. Известно, что в 1633 году бабурид Шах-Джахан (1627—1658) намеревался вторгнуться в Бадахшан и Гарчистан, чтобы отторгнуть их от Балхского ханства.
Столицей Бадахшана в XVI—XVII веках был город Кишм. Известно, что историк Абдаллах-хана II называл самым лучшим вилайетом Бадахшана Талькан.

### Образование самостоятельного государства в Бадахшане

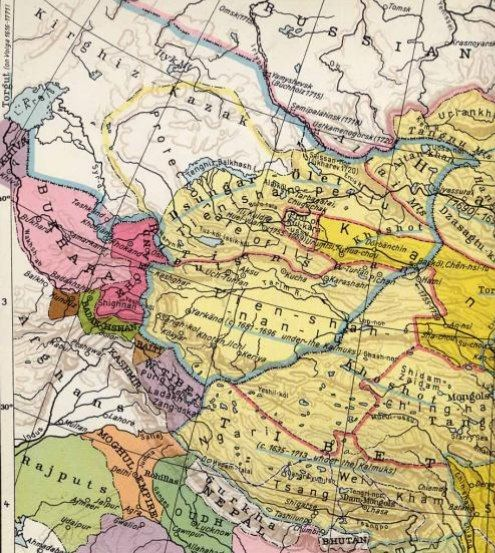
Центральная Азия в 1750 году.

С конца 1650-х годов в течение 230 лет Бадахшаном управляли представители узбекской династии Яридов, основателем которой был Ярбек-хан Самарканди (1658—1706). Согласно данным академика В. В. Бартольда, над территорией властвовали представители узбекских династий «до завоевания всех узбекских владений к югу от Амудадарьи афганцами». Ярбек был выдвинут эмиром в 1657—1658 годах в противовес власти катаганских узбеков. Ярбеком и его потомками признавалась формально верховная власть узбекских правителей Балхского и Бухарского ханств.
В первой половине XVIII века происходили несколько боёв между Яридами и катаганскими узбеками.

### Покорение Бадахшана Афганистаном
В 1873 году Бадахшан был покорён афганцами.